# The Gun (povestire)
Pentru colecția de povestiri scurte de Philip K. Dick, consultați Beyond Lies the Wub (colecție).
„The Gun” („Arma”) este o povestire science-fiction a scriitorului american Philip K. Dick, publicată pentru prima dată în 1952 în revista Planet Stories, publicată ulterior în colecția Beyond Lies the Wub din 1984. „The Gun” a fost tradusă în limbile italiană, germană, franceză și poloneză.

## Rezumat
Povestirea descrie un grup de exploratori spațiali care investighează o planetă care pare pustie. Cu toate acestea, se trage asupra lor și se prăbușesc pe planetă. În timp ce își repară nava, o echipă se pregătește să studieze zona înconjurătoare, unde descoperă ruinele unui oraș antic. După o investigație ulterioară, echipa descoperă că arma care a tras în ei este în oraș și este programată să tragă în orice intră în spațiul aerian de deasupra orașului. Ei examinează arma și descoperă că protejează un mormânt aflat direct dedesubt - un mormânt care conține obiecte, filme și fotografii ale unei civilizații pierdute. Pentru a împiedica să fie împușcați de aceeași armă în timp ce vor părăsi planeta, exploratorii distrug arma și iau obiectele cu ei. Pe măsură ce părăsesc planeta, sperând să se întoarcă într-o zi, se dezvăluie că mai multe mașini automate au început deja să repare și să reîncarce arma din nou. 